# Campeonato Argentino M20 2006
El Campeonato Argentino de Menores de 20 años de 2006 fue un torneo para los seleccionados M18 de las uniones regionales afiliadas a la Unión Argentina de Rugby. El torneo se llevó a cabo entre el 6 y 10 de noviembre de 2006 en Mar del Plata, Provincia de Buenos Aires, disputándose junto al Campeonato Argentino M20 de 2006.
El campeonato no se disputó en la Provincia de Córdoba por primera vez desde que los torneos M18 y M20 comenzaron a disputarse en conjunto en 2002. La sede elegida fue Mar del Plata, programada originalmente a disputarse en las instalaciones del Sporting Club. Posteriormente, la sede fue cambiada a las instalaciones del Pueyrredón Rugby Club, Biguá Rugby Club y el Club de la Unión del Sur, coincidiendo con la realización de los Juegos Suramericanos de 2006.
La Unión de Rugby de Buenos Aires y la Unión de Rugby de Cuyo se enfrentaron en la final por segundo año consecutivo en la categoría M20. Las Águilas tuvieron revancha y se impusieron 56-0, la final más abultada en una final del Campeonato Argentino desde 1984 (74-7) y 1978 en juveniles (72-0). Benjamín Urdapilleta anotó 16 puntos en la final, producto de un try, un penal y cuatro conversiones.

## Equipos participantes
Participaron de esta edición veinte equipos: diecinueve uniones provinciales y un seleccionado sudamericano invitado.
| División                  | Equipo              | Unión                                                |
| ------------------------- | ------------------- | ---------------------------------------------------- |
| Zona Campeonato 8 equipos | Buenos Aires        | Unión de Rugby de Buenos Aires                       |
| Zona Campeonato 8 equipos | Córdoba             | Unión Cordobesa de Rugby                             |
| Zona Campeonato 8 equipos | Cuyo                | Unión de Rugby de Cuyo                               |
| Zona Campeonato 8 equipos | Mar del Plata       | Unión de Rugby de Mar del Plata                      |
| Zona Campeonato 8 equipos | Rosario             | Unión de Rugby de Rosario                            |
| Zona Campeonato 8 equipos | Salta               | Unión de Rugby de Salta                              |
| Zona Campeonato 8 equipos | San Juan            | Unión Sanjuanina de Rugby                            |
| Zona Campeonato 8 equipos | Tucumán             | Unión de Rugby de Tucumán                            |
| Zona Ascenso 8 equipos    | Alto Valle          | Unión de Rugby del Alto Valle de Río Negro y Neuquén |
| Zona Ascenso 8 equipos    | Entre Ríos          | Unión Entrerriana de Rugby                           |
| Zona Ascenso 8 equipos    | Misiones            | Unión de Rugby de Misiones                           |
| Zona Ascenso 8 equipos    | Noreste             | Unión de Rugby del Noreste                           |
| Zona Ascenso 8 equipos    | Santa Fe            | Unión Santafesina de Rugby                           |
| Zona Ascenso 8 equipos    | Santiago del Estero | Unión Santiagueña de Rugby                           |
| Zona Ascenso 8 equipos    | Sur                 | Unión de Rugby del Sur                               |
| Zona Ascenso 8 equipos    | Uruguay             | Unión de Rugby del Uruguay                           |
| Zona Desarrollo 4 equipos | Austral             | Unión de Rugby Austral                               |
| Zona Desarrollo 4 equipos | La Rioja            | Unión Riojana de Rugby                               |
| Zona Desarrollo 4 equipos | Oeste               | Unión de Rugby del Oeste de Buenos Aires             |
| Zona Desarrollo 4 equipos | San Luis            | Unión de Rugby San Luis                              |

En cursiva los seleccionados internacionales invitados.
Debido al cambio de formato en el segundo nivel (pasando de seis a ocho equipos) y la ausencia de Chile, hubo cambios en el intercambio de plazas respecto a la temporada anterior: el descenso de la Unión de Rugby del Sur fue anulado, mientras que el segundo y tercero de la Zona Ascenso B (Santiago del Estero y Misiones) ascendieron junto a los campeones, Entre Ríos. Además, Uruguay regresó al torneo, retomando la plaza que había sido dada a Córdoba XV en su lugar. A causa de la disminuida cantidad de equipos, esta segunda división volvió a denominarse Zona Ascenso, prescindiendo de la división entre Zona Ascenso A y Zona Ascenso B.
Los equipos restantes pasaron a integrar la nueva Zona Desarrollo, la cual volvió a ser la tercera división del campeonato, originalmente compuesta por seis equipos: cinco uniones regionales e Invitacion XV, un seleccionado invitado en reemplazo de la Unión Jujeña de Rugby. Debido a la posterior ausencia de la Unión de Rugby de Tierra del Fuego, la UAR decidió prescindir de Invitación XV con el objetivo de mantener un sistema de todos contra todos con los cuatro equipos restantes.

## Zona Campeonato
|  | Cuartos de final | Cuartos de final | Cuartos de final |              |              | Semifinales    | Semifinales    | Semifinales    |  |      | Final           | Final           | Final           |  |
|  | 6 de noviembre   | 6 de noviembre   | 6 de noviembre   |              |              | 8 de noviembre | 8 de noviembre | 8 de noviembre |  |      | 10 de noviembre | 10 de noviembre | 10 de noviembre |  |
|  |                  |                  |                  |              |              |                |                |                |  |      |                 |                 |                 |  |
|  |                  |                  |                  |              |              |                |                |                |  |      |                 |                 |                 |  |
|  | Cuyo             | Cuyo             | 29               |              |              |                |                |                |  |      |                 |                 |                 |  |
|  | Cuyo             | Cuyo             | 29               |              |              |                |                |                |  |      |                 |                 |                 |  |
|  | San Juan         | San Juan         | 18               |              |              |                |                |                |  |      |                 |                 |                 |  |
|  | San Juan         | San Juan         | 18               |              | Cuyo         | Cuyo           | 27             |                |  |      |                 |                 |                 |  |
|  |                  |                  |                  |              | Cuyo         | Cuyo           | 27             |                |  |      |                 |                 |                 |  |
|  |                  |                  | Salta            | Salta        | 10           |                |                |                |  |      |                 |                 |                 |  |
|  | Córdoba          | Córdoba          | Salta            | Salta        | 10           | 21             |                |                |  |      |                 |                 |                 |  |
|  | Córdoba          | Córdoba          |                  |              |              |                |                |                |  |      |                 |                 |                 |  |
|  | Salta            | Salta            | 30               |              |              |                |                |                |  |      |                 |                 |                 |  |
|  | Salta            | Salta            | 30               |              |              |                |                |                |  | Cuyo | Cuyo            | 0               |                 |  |
|  |                  |                  |                  |              |              |                |                |                |  | Cuyo | Cuyo            | 0               |                 |  |
|  |                  |                  | Buenos Aires     | Buenos Aires | 56           |                |                |                |  |      |                 |                 |                 |  |
|  | Buenos Aires     | Buenos Aires     | Buenos Aires     | Buenos Aires | 56           | 25             |                |                |  |      |                 |                 |                 |  |
|  | Buenos Aires     | Buenos Aires     |                  |              |              |                |                |                |  |      |                 |                 |                 |  |
|  | Rosario          | Rosario          | 24               |              |              |                |                |                |  |      |                 |                 |                 |  |
|  | Rosario          | Rosario          | 24               |              | Buenos Aires | Buenos Aires   | 19             |                |  |      |                 |                 |                 |  |
|  |                  |                  |                  |              | Buenos Aires | Buenos Aires   | 19             |                |  |      |                 |                 |                 |  |
|  |                  |                  | Tucumán          | Tucumán      | 19           |                |                |                |  |      |                 |                 |                 |  |
|  | Tucumán          | Tucumán          | Tucumán          | Tucumán      | 19           | 28             |                |                |  |      |                 |                 |                 |  |
|  | Tucumán          | Tucumán          |                  |              |              |                |                |                |  |      |                 |                 |                 |  |
|  | Mar del Plata    | Mar del Plata    | 17               |              |              |                |                |                |  |      |                 |                 |                 |  |
|  | Mar del Plata    | Mar del Plata    | 17               |              |              |                |                |                |  |      |                 |                 |                 |  |
|  |                  |                  |                  |              |              |                |                |                |  |      |                 |                 |                 |  |

### Primera fecha
| 6 de noviembre | Cuyo | 29 - 18 | San Juan | Parque Camet, Mar del Plata |  |
|                |      | Reporte |          |                             |  |

| 6 de noviembre | Córdoba | 21 - 30 | Salta | Parque Camet, Mar del Plata |  |
|                |         | Reporte |       |                             |  |

| 6 de noviembre | Buenos Aires | 25 - 24 | Rosario | Parque Camet, Mar del Plata |  |
|                |              | Reporte |         |                             |  |

| 6 de noviembre | Tucumán | 28 - 17 | Mar del Plata | Parque Camet, Mar del Plata |  |
|                |         | Reporte |               |                             |  |

### Segunda fecha
Partidos 1.°-4.° puesto
| 8 de noviembre | Cuyo | 27 - 10 | Salta | Parque Camet, Mar del Plata |                          |
|                |      | Reporte |       | Árbitro(s): Mauro Rivera    | Árbitro(s): Mauro Rivera |

| 8 de noviembre                                               | Buenos Aires | 19 - 19 | Tucumán | Parque Camet, Mar del Plata            |                                        |
|                                                              |              | Reporte |         | Árbitro(s): Raúl Sauro (Mar del Plata) | Árbitro(s): Raúl Sauro (Mar del Plata) |
| Buenos Aires ganó por tener mayor cantidad de tries (3 a 1). |              |         |         |                                        |                                        |

Partidos 5.°-8.° puesto
| 8 de noviembre | San Juan | 10 - 43 | Córdoba | Parque Camet, Mar del Plata     |                                 |
|                |          | Reporte |         | Árbitro(s): Maximiliano Miranda | Árbitro(s): Maximiliano Miranda |

| 8 de noviembre | Rosario | 31 - 22 | Mar del Plata | Parque Camet, Mar del Plata |                             |
|                |         | Reporte |               | Árbitro(s): Claudio Antonio | Árbitro(s): Claudio Antonio |

### Tercera fecha
Final
| 10 de noviembre | Cuyo | 0 - 56  | Buenos Aires | Parque Camet, Mar del Plata          |                                      |
|                 |      | Reporte |              | Árbitro(s): Javier Mancuso (Córdoba) | Árbitro(s): Javier Mancuso (Córdoba) |

Partido 3.° puesto
| 10 de noviembre | Salta | 29 - 55 | Tucumán | Parque Camet, Mar del Plata |  |
|                 |       | Reporte |         |                             |  |

Partido 5.° puesto
| 10 de noviembre | Córdoba | 20 - 26 | Rosario | Parque Camet, Mar del Plata |  |
|                 |         | Reporte |         |                             |  |

Partido 7.° puesto
| 10 de noviembre | San Juan | 18 - 14 | Mar del Plata | CUDS, Mar del Plata |  |
|                 |          | Reporte |               |                     |  |

|                      |
| Campeón Buenos Aires |

## Zona Ascenso
|  | Cuartos de final    | Cuartos de final    | Cuartos de final |            |          | Semifinales    | Semifinales    | Semifinales    |  |          | Final           | Final           | Final           |  |
|  | 6 de noviembre      | 6 de noviembre      | 6 de noviembre   |            |          | 8 de noviembre | 8 de noviembre | 8 de noviembre |  |          | 10 de noviembre | 10 de noviembre | 10 de noviembre |  |
|  |                     |                     |                  |            |          |                |                |                |  |          |                 |                 |                 |  |
|  |                     |                     |                  |            |          |                |                |                |  |          |                 |                 |                 |  |
|  | Santa Fe            | Santa Fe            | 43               |            |          |                |                |                |  |          |                 |                 |                 |  |
|  | Santa Fe            | Santa Fe            | 43               |            |          |                |                |                |  |          |                 |                 |                 |  |
|  | Misiones            | Misiones            | 9                |            |          |                |                |                |  |          |                 |                 |                 |  |
|  | Misiones            | Misiones            | 9                |            | Santa Fe | Santa Fe       | 53             |                |  |          |                 |                 |                 |  |
|  |                     |                     |                  |            | Santa Fe | Santa Fe       | 53             |                |  |          |                 |                 |                 |  |
|  |                     |                     | Entre Ríos       | Entre Ríos | 14       |                |                |                |  |          |                 |                 |                 |  |
|  | Entre Ríos          | Entre Ríos          | Entre Ríos       | Entre Ríos | 14       | 26             |                |                |  |          |                 |                 |                 |  |
|  | Entre Ríos          | Entre Ríos          |                  |            |          |                |                |                |  |          |                 |                 |                 |  |
|  | Sur                 | Sur                 | 8                |            |          |                |                |                |  |          |                 |                 |                 |  |
|  | Sur                 | Sur                 | 8                |            |          |                |                |                |  | Santa Fe | Santa Fe        | 27              |                 |  |
|  |                     |                     |                  |            |          |                |                |                |  | Santa Fe | Santa Fe        | 27              |                 |  |
|  |                     |                     | Uruguay          | Uruguay    | 17       |                |                |                |  |          |                 |                 |                 |  |
|  | Alto Valle          | Alto Valle          | Uruguay          | Uruguay    | 17       | 20             |                |                |  |          |                 |                 |                 |  |
|  | Alto Valle          | Alto Valle          |                  |            |          |                |                |                |  |          |                 |                 |                 |  |
|  | Uruguay             | Uruguay             | 26               |            |          |                |                |                |  |          |                 |                 |                 |  |
|  | Uruguay             | Uruguay             | 26               |            | Uruguay  | Uruguay        | 22             |                |  |          |                 |                 |                 |  |
|  |                     |                     |                  |            | Uruguay  | Uruguay        | 22             |                |  |          |                 |                 |                 |  |
|  |                     |                     | Noreste          | Noreste    | 5        |                |                |                |  |          |                 |                 |                 |  |
|  | Noreste             | Noreste             | Noreste          | Noreste    | 5        | 31             |                |                |  |          |                 |                 |                 |  |
|  | Noreste             | Noreste             |                  |            |          |                |                |                |  |          |                 |                 |                 |  |
|  | Santiago del Estero | Santiago del Estero | 7                |            |          |                |                |                |  |          |                 |                 |                 |  |
|  | Santiago del Estero | Santiago del Estero | 7                |            |          |                |                |                |  |          |                 |                 |                 |  |
|  |                     |                     |                  |            |          |                |                |                |  |          |                 |                 |                 |  |

### Primera fecha
| 6 de noviembre | Santa Fe | 43 - 9  | Misiones | Parque Camet, Mar del Plata |  |
|                |          | Reporte |          |                             |  |

| 6 de noviembre | Entre Ríos | 26 - 8  | Sur | Parque Camet, Mar del Plata |  |
|                |            | Reporte |     |                             |  |

| 6 de noviembre | Alto Valle | 20 -26  | Uruguay | Parque Camet, Mar del Plata |  |
|                |            | Reporte |         |                             |  |

| 6 de noviembre | Noreste | 31 - 7  | Santiago del Estero | Parque Camet, Mar del Plata |  |
|                |         | Reporte |                     |                             |  |

### Segunda fecha
Partidos 1.°-4.° puesto
| 8 de noviembre | Santa Fe | 53 - 14 | Entre Ríos | Parque Camet, Mar del Plata |  |
|                |          | Reporte |            |                             |  |

| 8 de noviembre | Uruguay | 22 - 5  | Noreste | Parque Camet, Mar del Plata |  |
|                |         | Reporte |         |                             |  |

Partidos 5.°-8.° puesto
| 8 de noviembre | Misiones | 24 - 8  | Sur | Parque Camet, Mar del Plata |  |
|                |          | Reporte |     |                             |  |

| 8 de noviembre | Alto Valle | 15 - 15 (4 - 3 p.) | Santiago del Estero | Parque Camet, Mar del Plata |  |
|                |            | Reporte            |                     |                             |  |

### Tercera fecha
Final
| 10 de noviembre | Santa Fe | 27 - 17 | Uruguay | Parque Camet, Mar del Plata |  |
|                 |          | Reporte |         |                             |  |

Partido 3.° puesto
| 10 de noviembre | Entre Ríos | 12 - 35 | Noreste | Biguá Rugby Club, Mar del Plata |  |
|                 |            | Reporte |         |                                 |  |

Partido 5.° puesto
| 10 de noviembre | Misiones | 14 - 32 | Alto Valle | Biguá Rugby Club, Mar del Plata |  |
|                 |          | Reporte |            |                                 |  |

Partido 7.° puesto
| 10 de noviembre | Sur | 36 - 19 | Santiago del Estero | Parque Camet, Mar del Plata |  |
|                 |     | Reporte |                     |                             |  |

| Bandera de la Provincia de Santa Fe |
| Santa Fe Campeón Zona Ascenso       |

## Zona Desarrollo
| Pos. | Equipos  | Partidos | Partidos | Partidos | Tantos | Tantos | Tantos | Pts. |
| Pos. | Equipos  | G        | E        | P        | PF     | PC     | DP     | Pts. |
| ---- | -------- | -------- | -------- | -------- | ------ | ------ | ------ | ---- |
| 1.°  | Austral  | 3        | 0        | 0        | 84     | 29     | +55    |      |
| 2.°  | Oeste    | 2        | 0        | 1        | 102    | 41     | +61    | 11   |
| 3.°  | La Rioja | 1        | 0        | 2        | 31     | 95     | -64    |      |
| 4.°  | San Luis | 0        | 0        | 3        | 39     | 91     | -52    | 0    |

Primera fecha
| 6 de noviembre | San Luis | 19 - 20 | La Rioja | Parque Camet, Mar del Plata |  |
|                |          | Reporte |          |                             |  |

| 6 de noviembre | Austral | 20 - 19 | Oeste | Parque Camet, Mar del Plata |  |
|                |         | Reporte |       |                             |  |

Segunda fecha
| 8 de noviembre | Oeste | 38 - 10 | San Luis | Parque Camet, Mar del Plata |  |
|                |       | Reporte |          |                             |  |

| 8 de noviembre | Austral | 31 - 0  | La Rioja | Parque Camet, Mar del Plata |  |
|                |         | Reporte |          |                             |  |

Tercera fecha
| 10 de noviembre | Oeste | 45 - 11 | La Rioja | CUDS, Mar del Plata |  |
|                 |       | Reporte |          |                     |  |

| 10 de noviembre | San Luis | 10 - 33 | Austral | Biguá Rugby Club, Mar del Plata |  |
|                 |          | Reporte |         |                                 |  |

|                                 |
| Austral Campeón Zona Desarrollo |